# Matthew Beard
Pour les articles homonymes, voir Beard.
Matthew Beard (né le 25 mars 1989 à Londres) est un acteur et mannequin britannique. Il est principalement connu pour avoir incarné Blake Morrison adolescent dans And When Did You Last See Your Father? (2007), rôle qui lui a valu plusieurs nominations. Il est également apparu dans Une éducation (2009), The Riot Club (2014) et Imitation Game (2014). À la télévision, il tient depuis 2019 le rôle principal de Max Liebermann dans Les Carnets de Max Liebermann.

## Biographie
Matthew Beard commence le théâtre dès l’âge de quatre ans dans un club local.  
Il est scolarisé à la King Ecgbert School de Sheffield, où il obtient un diplôme A-Level en 2007. Il poursuit ensuite des études de littérature anglaise et française à l'Université d'York.

## Carrière

### Cinéma
En 2007, Beard décroche son premier grand rôle au cinéma dans And When Did You Last See Your Father? d'Anand Tucker, où il incarne Blake Morrison adolescent aux côtés de Colin Firth et Jim Broadbent. Sa performance lui vaut d’être nommé « Meilleur espoir » aux British Independent Film Awards.  
Il apparaît ensuite dans Une éducation (2009), Chatroom (2010), Un jour (2011), The Riot Club (2014) et Imitation Game (2014), où il interprète le cryptanalyste Peter Hilton.  

### Télévision
Beard joue dans plusieurs productions télévisées britanniques, dont Rogue (2013), Dracula (2019) et surtout Les Carnets de Max Liebermann (Vienna Blood), où il incarne le psychiatre Max Liebermann, rôle qui l’a fait connaître à l’international.  

### Théâtre
En 2015, il fait ses débuts à Broadway dans la pièce Skylight de David Hare, mise en scène par Stephen Daldry, aux côtés de Bill Nighy et Carey Mulligan.  

### Mannequinat
En 2011, il devient l’un des visages de la campagne de la marque britannique Burberry.  

## Distinctions
- 2007 : nommé « Meilleur espoir » – British Independent Film Awards
- 2007 : nommé au Evening Standard British Film Awards dans la même catégorie
- 2007 : sélectionné par Screen International comme « Star of Tomorrow »[7].